# Ятвяги (Яворівський район)
Ятвя́ги — село в Україні, в Яворівському районі Львівської області. Населення — 301 особа. Орган місцевого самоврядування — Мостиська міська рада.

## Назва
Назва села, ймовірно, пов'язана з ятвягами (судовлянами) — західно-балтійським народом, — яких осадили у цих місцях в середньовіччі як військовополонених і вони були активними учасниками східнослов'янської історії.

## Історія
Перша згадка про Ятвяги є у грамоті Яна Тарновського від 24 червня 1392 р., коли він проводив межу з сусіднім селом Ритаровичі.